# Моррисон, Шон
Шон Джо́зеф Мо́ррисон (англ. Sean Joseph Morrison; родился 8 января 1991, Плимут) — английский футболист, центральный защитник клуба «Ротерем Юнайтед».

## Клубная карьера
Уроженец Плимута, Девон, Моррисон начал играть в футбол в академии местного клуба «Плимут Аргайл». Летом 2007 года стал игроком академии клуба «Суиндон Таун», а в феврале 2008 года подписал свой первый профессиональный контракт. 26 апреля 2008 года Моррисон дебютировал в основном составе «Суиндона» в матче Лиги 1 против «Джиллингема». 3 мая 2008 года впервые вышел в стартовом составе «Суиндон Таун» в игре против «Миллуолла». 25 октября 2008 года забил свой первый гол за клуб в матче против «Олдем Атлетик».
В ноябре 2009 года отправился в аренду в клуб «Саутенд Юнайтед». Проведя за «Саутенд» 8 матчей, в январе 2010 года вернулся в «Суиндон Таун». Всего провёл за «Суиндон» 60 матчей и забил 7 мячей.
В январе 2011 года Моррисон перешёл в «Рединг» за 250 тысяч фунтов, подписав с клубом контракт сроком на три с половиной года. В марте отправился в аренду в «Хаддерсфилд Таун», но уже в апреле был отозван из аренды, не сыграв ни одного матча за «терьеров». 23 августа 2011 года дебютировал в основном составе «Рединга» в матче Кубка Футбольной лиги против «Чарльтон Атлетик», забив «гол престижа»; «Рединг» выбыл из розыгрыша кубка, проиграв со счётом 2:1.
24 января 2012 года Моррисон во второй раз отправился в аренду в «Хаддерсфилд Таун». На этот раз он провёл за клуб 22 матча и забил 1 мяч и помог команде выиграть плей-офф Лиги 1, после чего «Хаддерсфилд» вышел в Чемпионшип. По окончании сезона вернулся в «Рединг».
4 ноября 2012 года Моррисон дебютировал в Премьер-лиге  в матче против «Куинз Парк Рейнджерс», который завершился вничью 1:1. 24 ноября забил свой первый гол в Премьер-лиге в матче против «Уиган Атлетик». В общей сложности провёл за «Рединг» 45 матчей и забил 5 мячей.
15 августа 2014 года перешёл в валлийский «Кардифф Сити», подписав с клубом четырёхлетний контракт. 19 августа дебютировал за свой новый клуб в матче Чемпионшипа против «Уиган Атлетик».
В сентябре 2016 года, после продажи Дэвида Маршалла, Шон Моррисон был назначен капитаном «Кардифф Сити».
В сезоне 2017/18 Моррисон был признан лучшим игроком года в «Кардифф Сити». В Чемпионшипе он сыграл 39 матчей и забил 7 мячей. Его команда заняла второе место в Чемпионшипе и вышла в Премьер-лигу.

## Достижения
- Игрок года в «Кардифф Сити»: 2017/18